# 2020년~2021년 태국 시위
2020-2021년 태국 시위(태국어: การประท้วงในประเทศไทย พ.ศ. 2563-2564, 영어: 2020-2021 Thai protests)는 태국의 군주제의 개혁 요구를 담은 쁘라윳 짠오차 총리 정부에 대한 항의 시위이다. 신미래당은 쁘라윳 짠오차 총리와 현재의 2017년 헌법에 의해 고안된 태국의 정세에 대해 비판적이었는데 시위는 당초 2020년 2월 말 신미래당이 해체되면서 촉발됐다. 시위대는 대부분 학생이나 전체 지도자가 없는 젊은이들이다. 밀크티 동맹을 주축으로 한 홍콩, 대만, 아시아 각지의 청년들도 온·오프라인을 구분하지 않고 시위에 동참하거나 지지를 보내고 있다. 홍콩의 조슈아 웡은 공개적으로 태국 시위 지지를 선언하기도 하였다.

## 시위의 전개

### 2020년

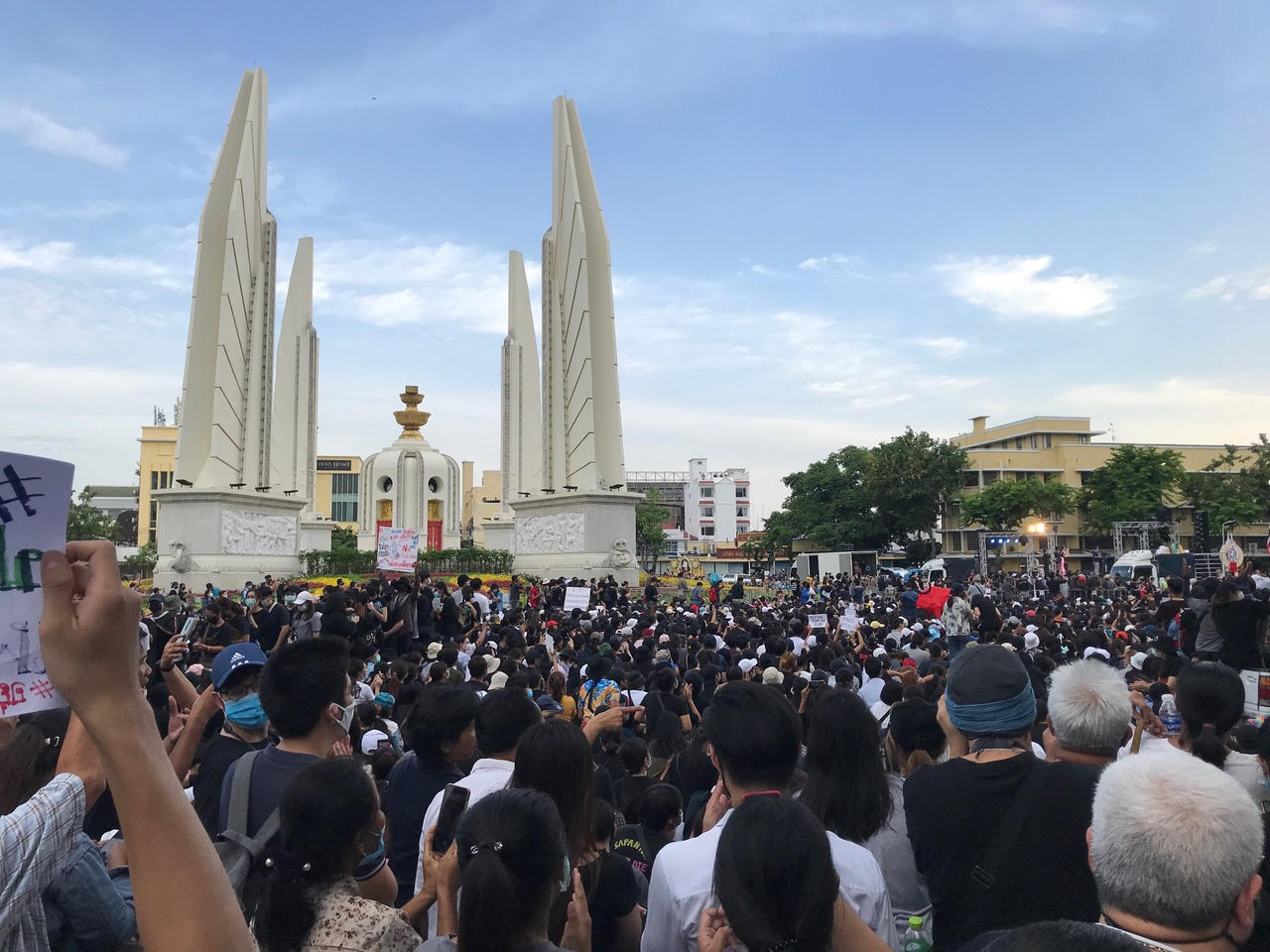
2020년 8월 16일 열린 대규모 반정부 집회

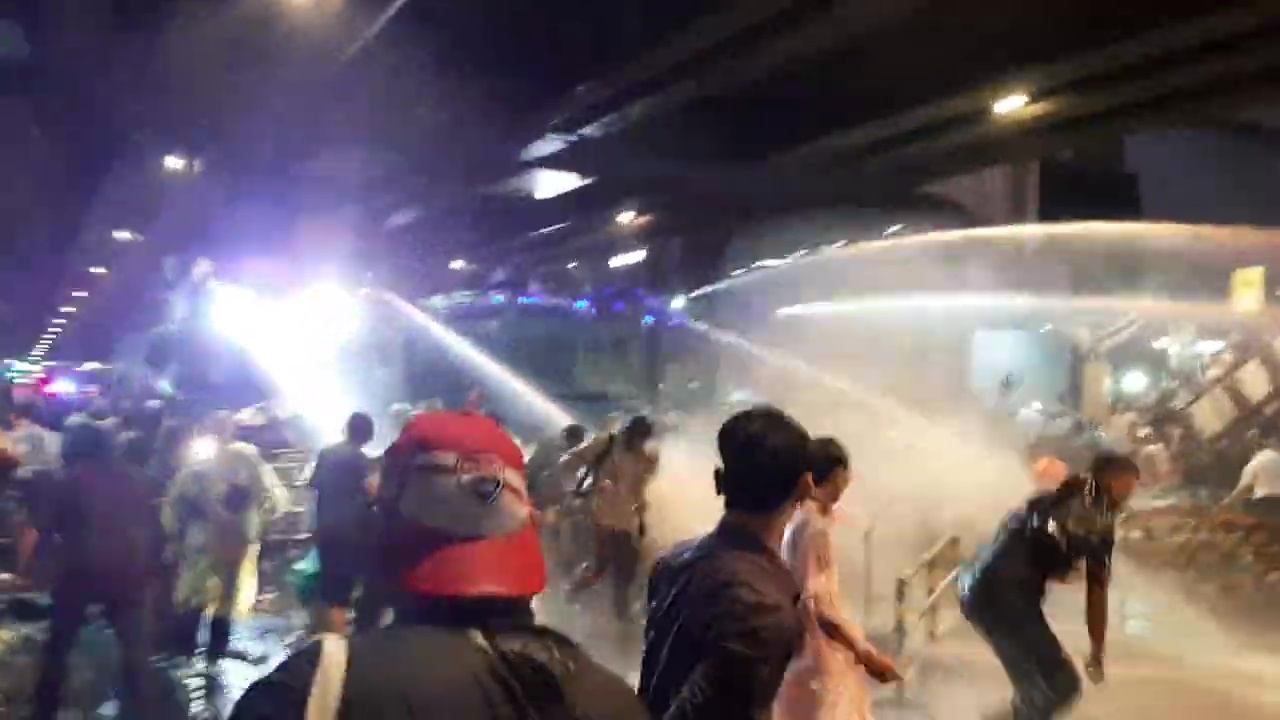
물대포를 사용하는 태국 경찰

첫 번째 시위의 급증은 학계 캠퍼스에서만 열렸다가 코로나19 범유행으로 인하여 중단되었다. 그러다 7월 18일 방콕의 민주주의 기념탑에서 자유청년 상부 아래, 조직된 대규모 시위와 함께 다시 시위가 시작되었다. 시위대는 하원을 해산하고 국민에 대한 협박을 중단하며 새로운 헌법을 입안하는 세 가지 요구 사항을 태국 정부에 제시하였다. 7월 시위는 코로나19 범유행의 영향과 폐쇄 비상령 시행으로 촉발되어 전국적으로 확산되었다.
1. 정부는 민주주의 원칙에 따라 국민들이 권리와 자유를 행사하는 것에 대해 "국민을 위협하는" 것을 중단해야 한다.
2. 정부는 국민의 뜻에 따라 공공의 이익을 위해 새 헌법을 입안해야 한다.
3. 국민이 1과 2라는 두 가지 입장을 기초로 하여 다시 국회의원을 선출할 수 있도록 하려면 정부가 '국회 해산'을 해야 한다.
4. 쿠데타는 없어져야 한다. 우리가 태국에서 이루고자 하는 것은 진정한 '입헌군주제'를 갖는 것이다. 이 꿈은 미래지향적인 꿈이 아니다. 이것은 절대주권을 국민들이 소유하는 민주적 제도 하에서 헌법상의 과정을 통해 일어날 수 있다.— 해방 인민위원회가 발표한 요구 사항

8월 3일, 두 학생 단체는 군주제를 공개적으로 비판하는 오랜 금기를 깨고 군주제를 개혁해야 한다고 공개적으로 요구하였다. 그러다 일주일 뒤 군주제 개혁에 대한 10가지 요구가 선언되었다. 8월 16일 대규모 반정부 시위가 열렸다. 태국 현지시각 기준 18시 기준으로 태국 각지의 대학생들이 운집하여 시위에 참가하였으며, 중고교 학생들에게도 시위의 물결이 번졌다. 9월에는 시위에 대한 탄압이 계속 이어지고 있지만, 태국 학생들의 반정부 시위는 소규모로 계속 이어졌고, 이에 대응하는 태국 경찰 소속 사복 형사들의 사찰과 감시도 계속되었다. 9월 11일 아유타야에서는 "우리 세대에 끝낸다"는 현수막이 내걸린 중고생들의 집회가 개최되었다. 9월 12일에는 방콕에서 아티스트들의 반정부 공연이 있었다. 영국 BBC에서 태국 탐마삿 대학교의 대학생과 인터뷰를 가졌다. 해당 학생은 "제 삶이 예전 같지 않을 것이란 점을 잘 안다. 하지만 난 그걸 모두에게 말하는 사람이 되겠다고 마음을 먹었다. 모든 인간에게 붉은 피가 흐른다. 하나도 다르지 않다. 이 세상 누구도 푸른 피를 갖고 태어나지 않는다. 어떤 이는 다른 이보다 조금 운좋게 태어날 수 있지만 더 귀하게 태어나는 것은 아니다."고 발언했다. 또한 해당 학생은 시위에 참가하는 학생들이 감시를 당하고 있으며 자신들이 기소될 수도 있다고 말했다.
그리고 9월 19일 집회에서는 2만명에서 10만명의 시위대가 발생했으며, 9월 말 정부가 개헌안 표결을 연기하기로 결정한 것은 거의 유례없는 민심에 불을 지폈다. 9월 20일 시위대는 사남루웡에 절대왕정을 붕괴시키고 입헌군주제로 전환시킨 '1932년 혁명' 기념물을 설치하였다. 이는 원래 있던 것을 누군가 없앴는데, 시위대가 그것을 다시 설치한 것이다. 10월 13일 민주주의 기념탑 주변에서 반정부 지도자 중 한명인 파이 짜뚜팟이 경찰에 연행되는 사건이 발생했다. 파이 짜뚜팟은 연행 이후 어디로 실려갔는지 알 수 없는 상태다. 이외에도 총 21명의 반정부 시위 지도자들이 체포되었으며 일부는 빠툼타니에 위치한 태국경찰 국경순찰대(BPP) 제1지역대 본부에 구금된 것으로 추정되었다. 그후 10월 14일에는 대규모 시위가 발생했고 시위에 이어 다음날 방콕에서는 왕실 차량 행렬 차단 의혹을 이유로 '심각' 비상사태가 선포됐다. 이 금지령에도 불구하고 시위는 계속되어, 10월 16일 경찰이 물대포를 이용한 단속을 촉발시켰다. 그러자 10월 22일 '심각' 비상 사태가 해제되었다.
정부는 비상령을 이용한 형사 고발, 임의 구금과 경찰의 협박, 지연 전술, 군사 정보전 부대 배치, 언론 검열, 친정부 및 왕실주의 단체의 동원 등을 시행했는데, 이 단체는 시위대가 태국에 대한 세계적인 음모의 일환으로 외국정부, 비정부 기구의 지지를 받고 있다고 비난했고 수천 명의 경찰을 시위에 배치 했다. 또 정부는 학생들이 군주제 개혁을 요구하는 것을 막고 학생 시위 지도자들을 확인하도록 대학 지도자들에게 명령했다. 왕이 독일에서 귀국한 10월에 시위는 군대와 폭동 진압 경찰의 배치 그리고 대규모 체포로 이어졌다. 11월에는 왕당파 집회에 라마 10세가 참여했는데, 채널4 뉴스와 CNN을 대행한 언론인 조나단 밀러가 라마 10세에게 직접적인 현장 인터뷰를 시도했다. 조나단 밀러는 라마 10세에게 '반정부 시위대의 요구인 군주제 개혁에 관해 어떻게 생각하는가'라는 직접적인 질문을 했는데, 라마 10세은 '태국은 타협의 나라이고, 우리는 그들 역시 마찬가지로 사랑한다'고 대답했다. 한편 11월 2일 밤 방콕 구치소에서는 아논 눔파를 비롯하여 그동안 구속 중이던 반정부 인사 4인의 석방이 있었고, 많은 사람들이 이들을 마중했다. 석방된 인사들은 계속해서 투쟁할 것을 다짐하였다. 세계 최대 포르노 사이트인 폰허브가 태국에서 갑작스레 접속 차단되는 일이 일어났다. 이외 약 190여개 사이트가 차단되었으며 시민들은 국가검열이라며 해시태그 운동과 시위를 벌이고 있다. 차단 이유는 태국 국왕퇴진 시위대의 영상이 업로드 된 것과 기타 왕실모독죄에 해당하는 영상이 업로드 되었다고 정부에서 판단했기 때문으로 보인다. 트위터에서는 #포르노허브를구하라(#SavePornHub)는 해시태그 운동을 벌이고 있다. 동시에 VPN 우회접속이 640% 급증하였다. 11월 4일 군사정권은 태국 국회에서 화해위원회를 만들어서 현 시국을 타개하려고 시도하였다. 반정부 시위대는 이에 참여하길 거부했지만, 프아타이당은 참여 가능성을 완전히 배제하지 않았다.
11월 8일 사남 루웡 인근의 시위에서 경찰이 물대포를 다시 사용하였다. 이 날 시위대와 경찰은 상당히 강하게 충돌하였으며 태국 래퍼들도 참여해 노래를 부르며 독재정권에 반대하였다. 동시에 시위대는 국왕에게 보내는 청원서를 제출하기 위해 왕궁으로 행진하였고 왕궁 앞에서 물대포 사용에 분노한 시위대가 경찰이 설치한 철조망을 제거하면서 돌파를 시도했다. 시위대는 연좌농성에 돌입하며 버스 차벽을 치웠고 시위대는 국왕에게 보내는 편지를 쓰레기통을 개조해 만든 우체통에 담아서 왕궁 앞에 놓아두고 시위를 종료하였다. 편지의 내용은 아래와 같다. 참고로 해당 편지는 시위가 끝난 후 경찰이 차나 송캄 경찰서로 가져갔다.
발신: 때묻지 않은 민중
수신: 라마 10세

평민은 좋고 싫은 자들을 선별해 곁에 둘 수 있지만, 국왕은 모든 이의 말에 귀를 기울여야 한다.

민중의 3가지 요구(총리사임, 헌법개정, 군주제 개혁)는 최대로 타협해준 것이다.

2020년 11월 12일 대한민국의 정의당이 기자회견에서 "청년정의당이 태국 청년들에게 응답합니다 : 왕실모독죄 폐지와 K-물대포 수출 규제 촉구"라는 내용으로 한국이 태국에게 시위 진압 장비를 수출한 것을 규탄했으며 태국 시위대를 지지하였다. 류호정 국회의원은 "억압과 폭력에 저항하는 태국의 청년들과 시민들에게 존경과 연대의 마음을 보낸다"고 밝혔다. 11월 17일 일어난 시위에서는 친정부 시위대와 반정부 시위대간 충돌이 발생했는데, 친정부 시위대는 돌을 던지며 공격하였다. 이후 밤에는 총성 소리가 들리며 반정부 시위대와 친정부 시위대의 충돌도 격화되었다. 이후 반정부 시위대는 현지시각 21시에 시위 종료를 선언했고, 현장을 청소한 뒤 철수했다. 동시에 해당 시위에서 실탄이 사용된 것으로 확인되었으나 범인은 알 수 없었다. 11월 27일 시위에서는 물대포 방어용으로 러버덕이 사용되기도 했다. 태국의 유명 여배우 인티라 짜린뿌라가 시위대에게 음식과 마스크, 이동식 화장실 등을 지원하고 현 태국 사회를 비판하자 태국 경찰은 샤이를 소환했다. 이에 반발해 2020년 12월 17일 태국 인터넷에서 "샤이를 구하자(Save Sai Charoenpura)"라는 내용의 해시태그가 등장했으며 하루에 13만9천여 번 리트윗됐다.

### 2021년

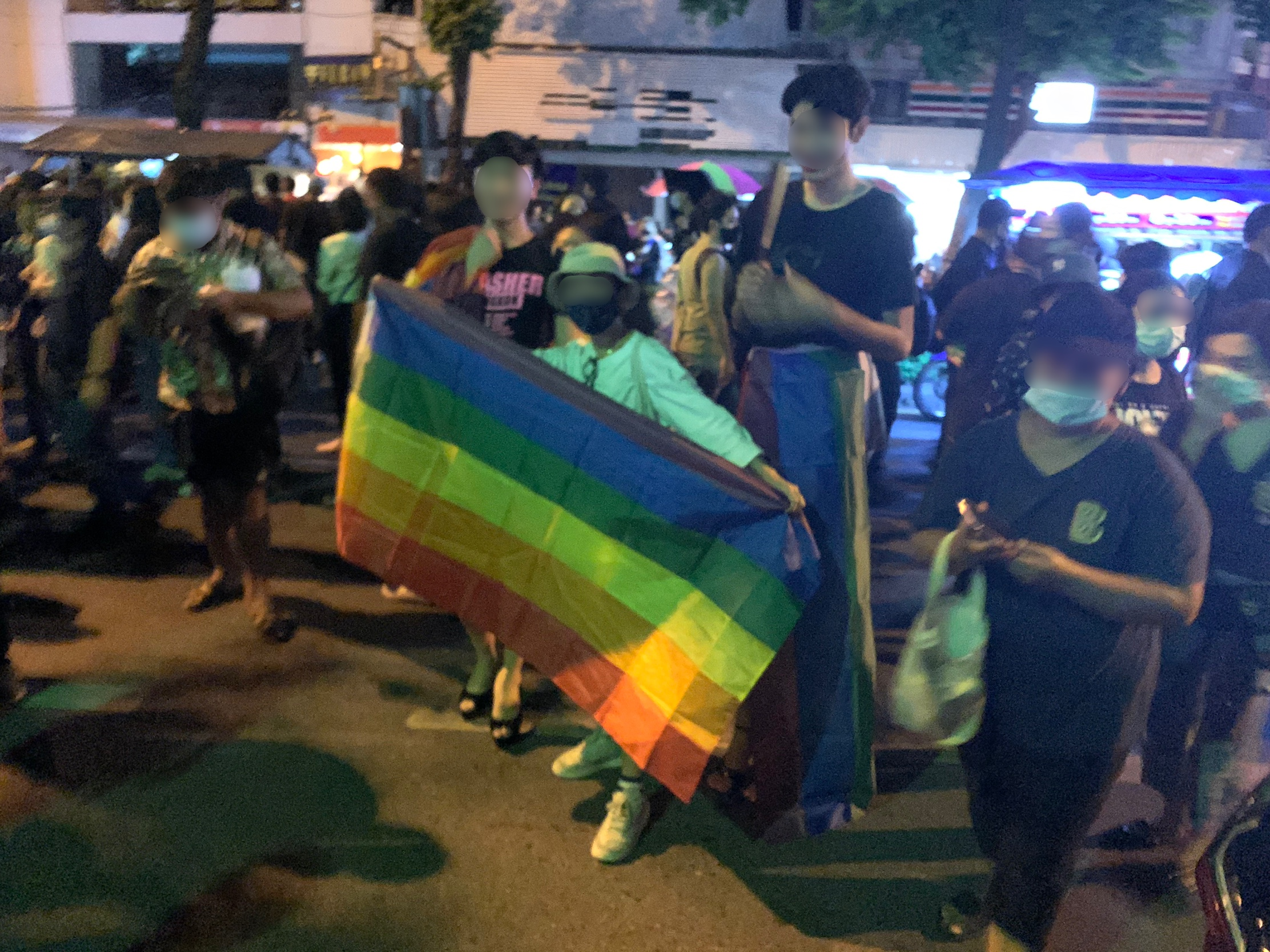
프라이드 플래그를 들고 시위에 참가한 참가자들.

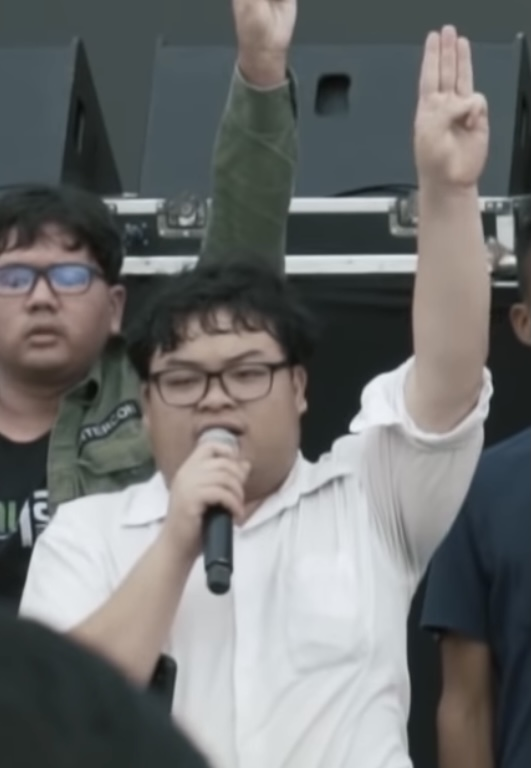
헝거 게임의 "세 손가락 경례"는 현재 태국 시위의 상징이 되었다.

2021년 2월 10일에는 2021년에 접어든 이래 가장 최대규모의 시위가 일어났다. 타이 인콰어러의 보도에 따르면, 해당 시위는 작년 말 이후 가장 큰 규모의 시위이다. 또한 타이 인콰어러는 "이 시위는 왕실모독죄에 반대하는 시위이며, 동시에 많은 사람들이 여전히 군사 통치에 불만을 가지고 있다는 증거"라고 전했다. 타이 인콰어러의 2월 13일 후속보도에 따르면 13일 시위에서 시위대-경찰간 충돌이 매우 심했으며 격렬해지고 있는 것으로 확인되었다. 동시에 시위 현장에 있던 의료진도 구타를 당하고 체포되는 모습이 촬영되었다.
2021년 2월 28일 태국 경찰은 총기를 사용해 시위대를 진압하였으며, 이 과정에서 경찰이 고무총탄을 근거리에서 직사 발포한 것으로 확인되었다. 또한 동시에 많은 부상자가 발생한 가운데 태국의 저널리스트 쁘라윗 로짜나프럭의 보도에 따르면, 태국 경찰이 진압을 위해 특수한 요원들을 선발하여 투입한 것으로 추정된다는 소식이 전해졌다.
2021년 3월 3일 태국의 유명 음악가이자 반정부 활동가인 차이아몬 카위분판(일명 '아미(ammy)')이 라마 10세의 초상화에 불을 지른 혐의로 체포됐다는 보도가 나왔으며, 광역경찰국은 보도를 부인했다. 그러나 이후 Thai PBS의 기사를 통해 CCTV에 촬영된 영상을 근거로 형사법원이 차이아몬 카위분판에 대한 체포영장을 발부했으며 이에 따라 경찰이 형법 제112조를 위반한 혐의로 차이아몬 카위분판을 체포했다는 사실이 확인되었다. 방콕 포스트는 차이아몬 씨가 일요일 이른 시간에 국왕의 초상화에 불을 지르고 차투차크 지구의 클롱프렘 중앙 교도소 밖에 있는 국가재산을 훼손한 혐의를 받고 있다고 전했다. 또한 다른 용의자 2명이 차에서 기다리는 동안 도요타 자동차에서 내려 초상화에 불을 질렀으며, 현재 그의 행방이 묘연하다고 보도했다. 차이아몬 카위분판은 인스타그램에서 시위의 상징인 헝거 게임 세 손가락 경례를 한 사진과 함께 왕실의 초상화를 태운 사실을 고백하는 글을 올려 스스로 부끄럽고 실망스럽다며 자신을 위험에 빠뜨린 것은 어리석은 생각이라고 말했다. 동시에 그는 초상화를 태우는 이면에는 숨겨진 상징적인 의미가 있으며 모두가 그것을 이해하기를 바란다고 덧붙였다. 차이아몬 카위분판은 혐의가 인정될 경우 왕실모독죄와 대역죄, 방화죄로 최대 사형을 선고받을 수 있으며 태국 네티즌들은 차이아몬 카위분판을 지지하고 보호하기 위한 해시태그 운동 (#StandWithAmmy, 아미를 지지한다)을 전개하고 있다. 이후 차이아몬 카위분판이 보석 신청이 허가되지 않았으며 구금되어 있다는 소식이 전해졌다. 하지만 차이아몬 카위분판의 어머니는 이에 굴하지 않고 다시 보석 신청을 할 준비를 하고 있다. 3월 5일 카오 소드의 보도에 따르면, 태국 형사법원은 차이아몬 카위분판의 친구인 "야니사"와 "타나파트"에 대한 구속 영장을 기각했다. 형사법원은 기각 사유로 차이아몬 카위분판의 친구들은 "클롱프렘 중앙 교도소"가 포함된 공통된 진술을 하지 않았으며 경찰이 증인으로 내세운 사람들만의 증언에 의존했기 때문이라고 밝혔다. 이후 팍퐁 퐁페트라 경찰 중장과 프라차추엔 경찰청장 등에 의한 2건의 구속영장이 추가로 청구되었으나 법원은 이 대신 해당 친구 2명에게 혐의를 인정하라는 소환장을 발부했다. 3월 8일 카오 소드의 보도에 따르면, 차이아몬 카위분판의 보석이 또 거부되었다. 카오 소드는 "원칙적으로 보석권이나 재판 중에 일시적으로 석방 될 권리는 누구에게나 있으며, 법원의 최종판결이 있기 전에 그것을 누림은 기본적인 인권이다. 무죄추정의 원칙은 존중되어야 하는데, 투옥은 개인에게 권리와 자유의 심각한 침해를 주기 때문이다. 사건 당사자의 권리 보호를 보장해야 하며 보석권 문제가 논쟁의 주제가 되어선 안된다"고 논평하며 차이아몬 카위분판을 옹호했고 보석을 거부하는 당국을 비판했다.
차이아몬 카위분판의 체포 이후로도 시위는 더욱 거세졌고, 연일 시위가 일어났으며 구속되는 사람은 더더욱 증가 중이다. 3월 8일 프리덤 하우스에서 발표하는 세계 자유 지수에서, 태국은 "부분적 자유국가"에서 "자유가 없는 나라"로 등급이 하락했다. 태국은 총점수 100점 중 30점만을 받았으며 프리덤 하우스는 보고서에서 "정부는 친숙한 독재 전략을 사용한다. 언론의 자유는 제한적이다. 운동가들을 유죄로 판결하는 것은 부당하다"고 지적했다. 이로 인해 태국은 아세안 국가 중 가장 낮은 자유 수준을 가진 국가 중 하나가 되었다. 동시에 태국 검찰은 2020년 9월 19일 사남루웡 집회를 주동한 18명의 시민활동가를 왕실모독죄를 비롯한 형법 제112~116조 위반 혐의로 형사법원에 기소할 것이라고 밝혔다. 3월 11일 차이아몬 카위분판의 여자친구에게 체포 영장이 발부되었다. 한편 당국의 무분별한 정치범 수감으로 인해 태국의 교도소들이 혼잡한 상태라는 소식이 전해졌다. 그래서 정치범 체포를 확대하기 위해 교도소의 확충을 검토하고 있다고 법무장관이 입장을 밝혔다. 법무장관은 "우리는 모든 사람들의 편의를 위해 더 많은 사람들을 수용할 수 있는 더 넓은 지역을 찾는 것을 논의하고 있다"고 주장하였다. 또한 태국의 인권 변호사들은 최근 2020년 7월부터 2021년 2월 말까지 미성년자 13명을 포함해 최소 382명이 정치시위 관련 혐의로 조사나 재판을 받고 있다고 밝혔다. 시위가 군주제 비판 성향을 더욱 강하게 띄자, 당국은 활동가들에 대한 기소를 강화했는데 인권 변호사들의 주장에 따르면 최소 60명 이상이 왕실모독죄를 적용받아 한 사건당 최대 15년의 징역형을 받을 수 있다. 실제로 3월 10일 태국 형사법원은 페이스북을 통해 2020년 4월 라마 10세를 비판하는 글을 여러개 올려 컴퓨터범죄법 위반 혐의로 기소된 22살 A씨에게 징역 4년 6개월을 선고하기도 했다. 2021년 3월 12일 BBC의 보도에 따르면 태국 헌법재판소는 개헌 논의에 대해 "헌법 개정의 권한은 의회에게 있으며, 의회가 새 헌법을 마련할 권력과 의무를 갖고 있다"고 밝혔다. 그러나 이를 위해서는 두 개의 국민투표를 준비해야 하는데, 먼저 국민에게 새 헌법을 원하는지 아닌지를 묻고, 그 후에 새 헌법 초안의 수용 여부에 대한 국민투표를 해야 한다. 헌법재판소의 결정은 2월 9일 국회 회의 후 국민국가권력당 소속 니티타완 의원과 솜차이 사왕카른 상원의원의 긴급 동의안을 찬성한 후 내려졌다. 동시에 "국왕을 국가 원수로 규정하는 것"에 대해서는 침범할 수 없고 군주정치를 전복시키는 것은 당연히 용납되지 않는다고 전해졌다.
2004년 3월 12일 실종된 이슬람 인권변호사 솜차이 닐라빠이짓 (สมชาย นีละไพจิตร)이 실종 17년을 맞아 다시 조명되었다. 또한 시위대가 "부패한 태국 사회를 정화하기 위해 얼마나 많은 피를 흘려야 하나"라는 주제로 다시 모이기로 했다. 한편으로는 총 4명의 활동가가 "어진에 개 사료를 던진 혐의"로 왕실모독죄 연루되었는데, "펭귄"이라는 별명으로 유명한 학생 운동가 패릿 치와락도 포함되었다. 2021년 4월 11일에는 2010년 태국 반정부 시위 학살 11주기를 맞이해 추모, 시위 움직임이 일었다. 특히 레드셔츠 진영의 유명인사인 나타웃 사이끄어가 당시의 학살을 규탄하는 연설을 하여 이목을 끌었다. 이후 태국 쁘라윳 짠오차 총리는 미얀마 군부 아세안 회의 참석 논란이 거세지자 아세안 정상회의 불참을 선언했다. 2021년 5월 7일 패릿 치와락이 수감된 교도소에서 실종되었다는 소식이 전해졌다. 2021년 5월 11일 형사법원은 차이아몬 카위분판의 임시 석방을 허가했다. 이 날 20시 49분 차이아몬 카위분판은 방콕 특수교도소에서 석방됐다. 그 외에도 실종설이 있었던 패릿 치와락 역시 보석이 허가되었으며, 이외 아논 눔파 등 여러 민주화 운동가들이 군주제를 훼손하지 않겠다는 조건 하 보석이 허가되었다. 한편 이들이 연달아 코로나19에 감염되었다는 사실이 확인되었다.

## 자금조달

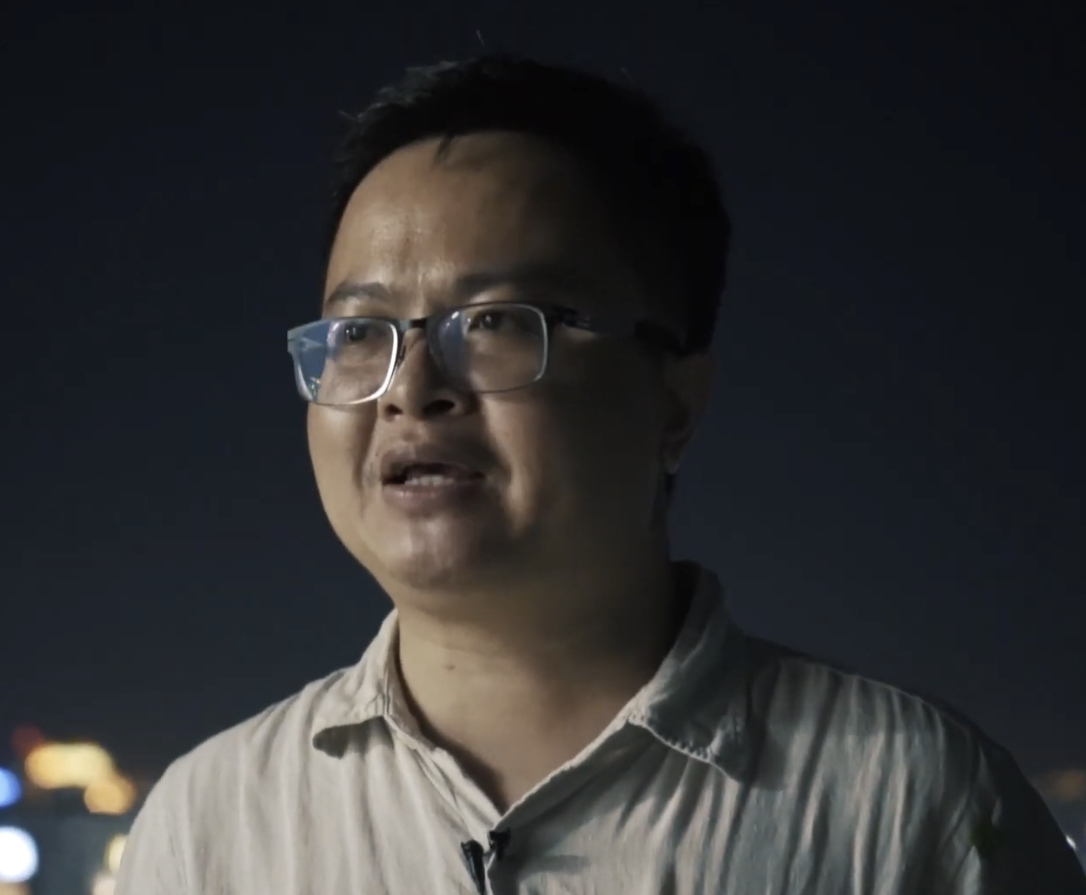
광주인권상을 수상받은 아논 눔파

시위는 주로 여배우 인티라 짜린뿌라와 태국의 K-pop 팬덤 등 개인 기부금으로 충당된다. 이 기부금은 2020년 10월 18일에만 360만 밧(약 115,399달러)이 넘었다.

## 대한민국과 시위의 연관성

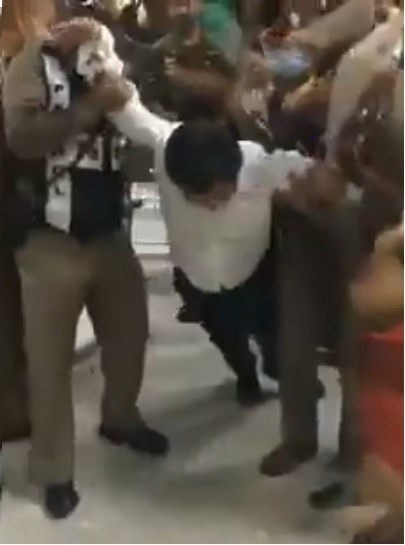
2020년 7월 8일 체포 당하는 아논 눔파의 모습.

2020년 10월 태국 언론 카오소드의 보도에 따르면, 태국이 시위 진압에 사용한 물대포는 2012년 대한민국으로부터 10억 달러를 주고 수입한 것으로 밝혀졌다.
시위 참가자들은 K-POP이나 한국의 민중가요를 부르며 항의하기도 했으며, 트위터나 페이스북 등의 SNS에서 한국인들에게 시위 소식과 지지를 호소하는 전단을 돌리기도 했다. 특히 소녀시대의 노래인 다시 만난 세계가 울려퍼지는 장면은 한국에서도 큰 이슈가 되었다. 또한 K-POP 팬클럽들이 성금을 모아 시위대에 전달하고 있으며, 트위터 등 SNS에서는 태국 팬들이 같은 가수를 좋아하는 다른 국적 팬들에게도 태국의 상황을 알리고 지지를 호소하는 모습을 보였다. 이는 대한민국의 민주화 과정에 자극받은 태국 젊은이들이 주도한 것으로 알려졌고, 또한 신세대들에게 K-POP이 진보와 행동의 상징으로 자리잡힌 것이라는 분석이 나왔다. 한 한국인이 트위터에서 태국 시위를 지지하며 정부와 왕실을 비판하다가 태국 군부로부터 고발당한 사건이 있었다. 해당 한국인은 트위터에서 많은 태국인들에게 지지를 받으며 활동했다. 해당 한국인은 태국 법원으로부터 "트윗의 내용이 왕실모독죄 위반에 해당한다"는 명령을 받았다. 한국 국적을 가진 한국인이기 때문에 태국 정부가 실질적으로 처벌할 수는 없지만, 만약 해당 한국인이 태국에 입국한다면 왕실모독죄로 인해 구금이나 처벌을 당할 수도 있다.
2021년 1월 14일 아논 눔파가 광주인권상을 수상했다. 아논 눔파는 2014년 태국 쿠데타 이후 왕실모독죄로 기소된 이들의 변론을 맡은 인권변호사였다. 또한 처음으로 군주제 개혁이라는 민감한 주제를 거론하고 주장했으며, 이로 인해 태국 군부의 탄압을 받았고 왕실모독죄 위반 조사를 받고 있다. 아논 눔파는 "41년 전 광주처럼 태국도 절박하게 싸우고 있다"고 말했다.

## 같이 보기
- 2014년 태국 쿠데타
- 태국의 군주
- 태국의 총리
- 신미래당
- 쁘라윳 짠오차